# Spectravideo

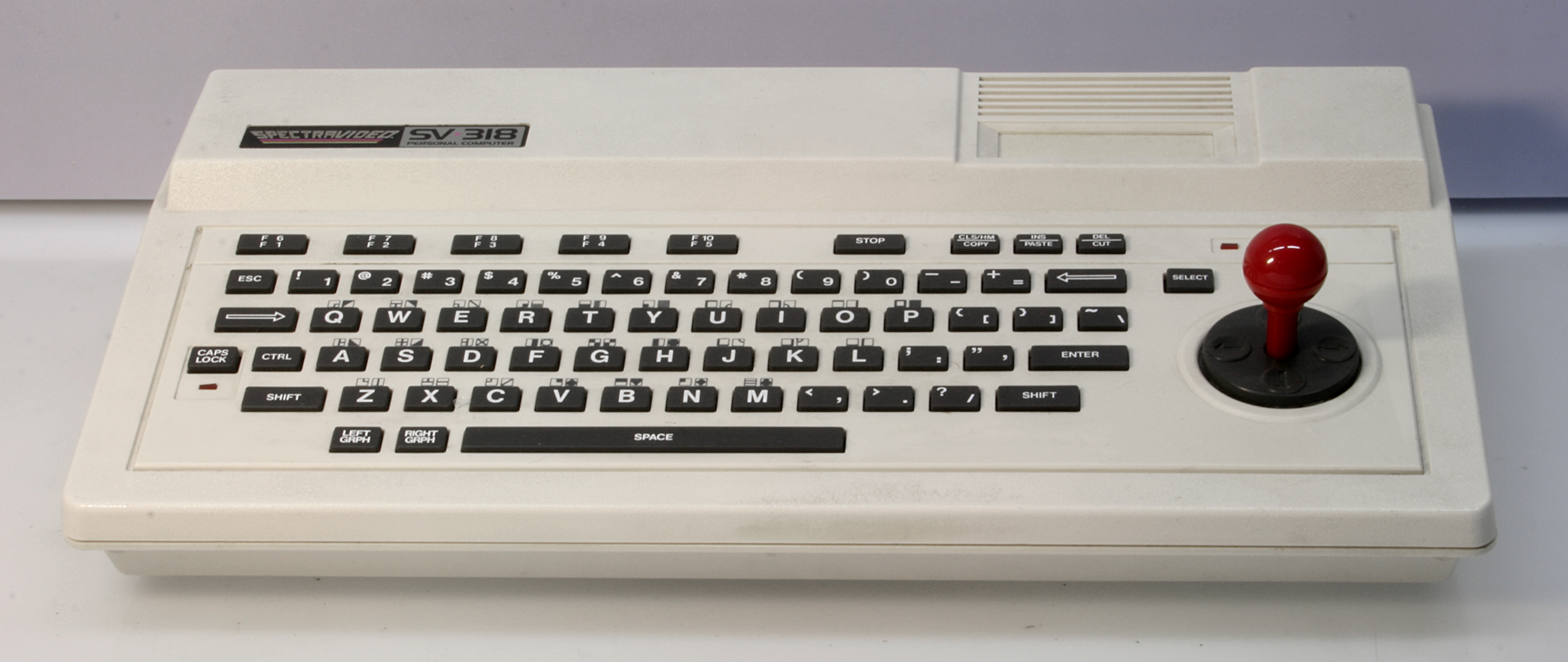
Spectravideo SVI318.

Spectravideo o SVI fue un fabricante estadounidense de videojuegos, joysticks y ordenadores, primero de gama propia (los SVI-318/SVI-328) luego del estándar MSX (que se basó en el diseño de la gama anterior) y compatibles PC. Se funda en 1977 como SpectraVision por  Harry Fox y Oscar Jutzeler. Comienza fabricando videojuegos para Atari 2600, VIC-20 y Colecovision (algunos de sus cartuchos de juegos para Coleco se encuentran entre los más cotizados por los coleccionistas).
Su primera incursión en la fabricación de ordenadores es un accesoria para la Atari 2600 llamado Spectravideo CompuMate, que aporta un teclado de membrana y un BASIC limitado.
Sus primera gama de ordenadores son los SVI-318 y SVI-328, lanzados en 1984. Ambos tienen una CPU Z80 A a 3,6 MHz, y se diferencian sólo en la cantidad de RAM (16 kb el SVI-318 y 64 kb el SVI-328) y el teclado. Incorporan en ROM el SVI BASIC (una versión del Microsoft Extended Basic) y pueden usar como sistema operativo el CP/M mediante tarjetas controladoras de floppys y discos duros. Ambos son la base del diseño de los MSX pero se diferencian internamente en los puertos y la disposición de la memoria. El Basic tiene muy pocas diferencias con el Basic MSX, con muy fácil adaptación. Varias empresas sacaron adaptadores MSX, entre ellas la propia Spectravideo y una empresa Española, CCG. La gama tiene un amplio catálogo de ampliaciones hardware, como por ejemplo un adaptador Colecovision que hace posible jugar cartuchos Coleco en los SVI. Lanzan incluso un joystick específico, el QuickShot III, que presenta en la base el keypad numérico de los mandos de la Colecovision.
Con fama de ir siempre por delante, nada más aparecer el estándar MSX lanzan el SVI-728, básicamente un MSX 1 en caja SVI-328. Junto con Yamaha es el único fabricante de MSX que aborda el mercado americano. Pero las ventas en USA no van bien (acusan a las tiendas de darles poca visibilidad), por lo que Bondwell decide cerrar las operaciones en USA y trasladar su sede a Honk Kong en 1985. Tras la mudanza lanza uno de los equipos míticos: el SVI-738 X'Press, también conocido como el MSX 1.5 (por incorporar el procesador de video de los MSX-2) o el MSX Portable (por su concepto compacto como el Apple IIc), y numerosas ampliaciones hardware compatibles MSX, entre ellas la única unidad de cinta backup para un MSX y el QuickShot SVI-2000 Robot Arm.
Antes de embarcarse en la fabricación de clónicos PC, su última campanada es el SVI-838, también conocido como X'Press 16, un compatible PC con el procesador gráfico de los MSX2, capaz de ejecutar programas MSX2 en cartucho mediante un adaptador, y con modos gráficos muy superiores a los del PC hasta la aparición del VGA.
Pero si hay algo que de verdad haga entrar en la historia a la empresa es su larguísima gama de joysticks y gamepads, siempre entre los más apreciados por los jugones. La línea QuickShot marcó una revolución en el momento de su aparición, y a su vez incorpora alguno de los diseños de más éxito y más extraños.
Spectravideo fabrica los clónicos SVI-256 y SVI-640FH/FF, pero Bondwell, su entonces casa madre, tiene su propia línea de compatibles, y decide centralizar en ella todos los clónicos. Poco después vende la marca QuickShot a Tomei International y Spectravideo es comprada por una empresa inglesa, que la adopta como marca y nombre (SpectraVideo Plc). Junto con Logic 3, su otra marca comercial, se convierte en uno de los líderes del mercado de mandos de juegos para todas las siguientes generaciones de ordenadores y consolas (no hay consola para la que no hayan fabricado al menos un mando compatible, por lo que es muy posible que tengas uno en tu PC/consola), y de accesorios en general tanto para consolas como para la gama iPod.
Otros artículos que no tuvieron que ver con la informática fueron un micrófono unidireccional (con forma de pistola con parabólica en el cañón) y una mesa de mezclas de juguete.